# Rino Albertarelli
Sante Albertarelli, detto Rino (Cesena, 8 giugno 1908 – Milano, 21 settembre 1974), è stato un illustratore e fumettista italiano considerato uno dei grandi maestri del fumetto italiano.

## Biografia
Interrompe presto gli studi e inizia a lavorare giovanissimo. Si trasferisce a Milano nel 1928, dove inizia a collaborare come illustratore, firmandosi spesso “Albert”, a varie riviste: Il Balilla, dove conosce Antonio Rubino, Viaggi e Avventure e Il cartoccino dei piccoli, che dirigerà dal 1933 al 1935. Nel 1936 esordisce come autore di fumetti pubblicando "I pirati del Pacifico" su Argentovivo; nel 1941 è la volta di "Capitan Fortuna" su L'Audace di Gianluigi Bonelli, mentre l'anno successivo inizia a collaborare con la Mondadori, creando i personaggi di Kit Carson (su testi di Federico Pedrocchi), Dottor Faust, Gino & Gianni, Un gentiluomo di 16 anni, Bagonghi il pagliaccio, Gioietta portafortuna.
Intanto collabora con diverse testate umoristiche e satiriche come Il Bertoldo, il Marc'Aurelio e Fra Diavolo. Lavora anche al popolare periodico letterario Le Grandi Firme (nel periodo che vede alla direzione Cesare Zavattini), dove oltre alle varie illustrazioni si occupa della realizzazione delle cosiddette "Signorine Grandi Firme" (le figure femminili simbolo della rivista, subentrando al creatore Gino Boccasile negli ultimi numeri) e di manifesti cinematografici.
Dopo la Seconda guerra mondiale sono più volte ristampate le illustrazioni che aveva realizzato per i libri di letteratura per ragazzi della Casa Editrice Carroccio (ex Cartoccino), che continua anche la produzione rivolta all'infanzia di autori come Zietta Liù, illustrata con disegni umoristici di Albertarelli.
In questo periodo Albertarelli disegna anche fumetti come Big Bill, per il giornale Cowboy dell'editore De Leo, e realizza alcune riduzioni salgariane per il settimanale Salgari, nonché fumetti rosa per il mercato francese, per poi dedicarsi dall'inizio degli anni cinquanta interamente all'illustrazione.
Nei primi anni sessanta lavora per l’editore svedese Niloe.
Nel 1965 è tra i fondatori del Salone Internazionale del fumetto, che si tenne il primo anno a Bordighera, e poi definitivamente a Lucca.
Nel 1973 torna a occuparsi attivamente di fumetti, con la serie de I protagonisti, dedicata alle biografie degli eroi del West, rimasta interrotta per la morte avvenuta il 21 settembre 1974.
È stato tumulato nel cimitero di Lambrate.

## Opere

### Illustrazione
Elenco parziale di opere illustrate da Albertarelli:
- “Il gomitolo della vita” (Cartoccino, 1930)
- “Senza famiglia” (Paravia, 1932)
- “Tartarino di Tarascona” (Paravia, 1945)
- “Avventure di due piccoli messicani” (Paravia, 1945)
- “La diva innamorata” (Rizzoli, 1936)
- “Campione del mondo” (Vallardi, 1940)
- “Le avventure di Pinocchio” (Cavallo, 1944)
- “La caduta di un impero” (Carroccio/Aldebaran, 1947)
- “Alla conquista di un impero” (Carroccio/Aldebaran, 1948)
- “Il califfo Cicogna e altre fiabe” (Carroccio/Aldebaran, 1953)
- “I due mozzi” (Carroccio/Aldebaran, 1953)
- “Robinson Crusoe” (Carroccio/Aldebaran, 1953)
- “Sulle frontiere del Far West” (Carroccio/Aldebaran, 1954)
- "Il grande spettacolo vivente" (Aristea, 1956)
- “La scotennatrice” (Carroccio/Aldebaran, , 1957)
- “Le selve ardenti” (Carroccio/Aldebaran,  1958)
- “Kim e La capanna dello zio Tom” (Carroccio/Aldebaran,  1958)
- “Quo Vadis?” (Carroccio/Aldebaran, 1960)
- “Le avventure di Testa di Pietra” (Carroccio/Aldebaran, , 1962)
- “Decamerone” (La Chance du Bibliophile, 1955)
- “La Sacra Bibbia” (Ancora - sei volumi, 1956)
- “La vita di Gesù” (Ancora, 1956)
- “Il cuore sulla mano: 15 racconti” (Del Duca, 1957),
- “Gli indiani delle praterie” (Editoriale Milanese, 1960)

Riviste per le quali ha realizzato illustrazioni:
- Corriere Lombardo
- Clan (copertine firmate “Gabin”)[10]
- Festival
- Illustrazione del popolo[11],
- Grand Hotel
- Successo,
- Historia,
- Arbiter,
- Tempo,
- Settimo giorno,
- Visto
- Grazia
- Le vostre novelle,
- Marie Claire,
- Intimità,
- Candido
- Metropol
- La Domenica del Corriere (copertine)

Illustrazioni per riviste satiriche:
- Bertoldo
- Marc’Aurelio
- Il Settebello
- Il Tascabile
- Il Galantuomo
- Fra Diavolo

Calendari (1955-58):
- Istituto Charitas
- Ferrero
- Lana Gatto
- Pibigas

### Fumetti
Elenco parziale di storie a fumetti disegnati da Albertarelli:
- Fumetti per Cartoccino dei Piccoli:
  - Turlututù (1933-35)
  - Maccabù (1933-35)
  - Ivan l’intrepido (racconto per immagini - 1934).
- Fumetti per Argentovivo!:
  - I pirati del pacifico (1936)
- Fumetti per Topolino: 
  - Gioietta Portafortuna (1937-38)
  - Kit Carson (1937-38)
  - I Predatori del Guardaful (1938-42)
  - Un Gentiluomo di 16 anni (1939)
  - Alle Frontiere del Far West (1939-40;  ripreso da L'Audace)
  - Il Dottor Faust (1941-42)
  - Bagonghi il Pagliaccio (1946)
- Fumetti per Paperino: 
  - Il Corsaro Nero, 1938
- Fumetti per Bonelli: 
  - Capitan Fortuna (1941-42)
  - Orlando Furioso (1941-42)
  - I Protagonisti (1974)
- Fumetti per la rivista Cowboy:
  - Big Bill (1946)
- Fumetti per Il Giornalino: 
  - L’odore della violenza (1974 - postuma)
- Fumetti per il periodico Salgari (1946-48)
- “Cineromanzi” romantici per Nous Deux (1948)
- Collana Eroica (illustrazioni ad acquerello - 1965)
- Per la Francia crea il fumetto Candida (1969)

### Pubblicità
- Personaggio di Bayerino creato per pubblicizzare l’Aspirina[7].

### Teatro
- “Il simulatore”, farsa teatrale scritta con Peppino De Filippo nel 1940-42 e rappresentata nel 1946[7].

## Premi e riconoscimenti
- Premio Yellow Kid speciale, assegnato dai partecipanti al Salone Internazionale dei Comics nel 1974.
- Mostra dedicata a Rino Albertarelli presso la 54ª Mostra Mercato del Fumetto di Reggio Emilia (23 maggio 2015)[12]
- in sua memoria è stato istituito Il premio «Rino Albertarelli» "Ad un giovane disegnatore affermatosi nel corso dell’anno precedente"[13][14][15]
- Mostra "Rino Albertarelli, Maestria e versatilità di un talento innato", presso Biblioteca Malatestiana di Cesena (2015).[16]